# Mycosylva setosa
Mycosylva setosa är en svampart som beskrevs av Udagawa & Furuya 1982. Mycosylva setosa ingår i släktet Mycosylva, divisionen sporsäcksvampar och riket svampar.   Inga underarter finns listade i Catalogue of Life.